# Etapa de Campo Grande da Stock Car Brasil de 2010
A Etapa de Campo Grande de 2010 foi a oitava corrida da temporada 2010 da Stock Car Brasil. O piloto Daniel Serra chegou a cruzar a linha de chegada na primeira colocação, no entanto, foi desclassificado da corrida pela comissão técnica da competição.

## Classificação

### Corrida
| Pos | Nº | Piloto               | Equipe | Voltas | Tempo/Aband. | Grid | Pontos |
| --- | -- | -------------------- | ------ | ------ | ------------ | ---- | ------ |
| 1   |    | Nonô Figueiredo      |        |        | 50min20s984  | 1    | 25     |
| 2   |    | Marcos Gomes         |        |        | a 12s169     |      | 20     |
| 3   |    | Ricardo Mauricio     |        |        | a 16s129     |      | 16     |
| 4   |    | Popó Bueno           |        |        | a 21s400     |      | 14     |
| 5   |    | David Muffato        |        |        | a 32s473     |      | 12     |
| 6   |    | Luciano Burti        |        |        | a 33s943     |      | 10     |
| 7   |    | Antônio Pizzonia     |        |        | a 36s135     |      | 9      |
| 8   |    | Allam Khodair        |        |        | a 36s345     |      | 8      |
| 9   |    | Rodrigo Sperafico    |        |        | a 42s545     |      | 7      |
| 10  |    | Alceu Feldmann       |        |        | a 43s595     |      | 6      |
| 11  |    | Alan Hellmeister     |        |        | a 50s103     |      | 5      |
| 12  |    | Willian Starostik    |        |        | a 56s412     |      | 4      |
| 13  |    | Giuliano Losacco     |        |        | a 1min10s802 |      | 3      |
| 14  |    | Christian Fittipaldi |        |        | a 1min15s915 |      | 2      |
| 15  |    | Constantino Júnior   |        |        | a 1min30s343 |      | 1      |
| 16  |    | Átila Abreu          |        |        | a 1 volta    |      |        |
| 17  |    | Pedro Gomes          |        |        | a 1 volta    |      |        |
| 18  |    | Duda Pamplona        |        |        | a 1 volta    |      |        |
| 19  |    | Cláudio Ricci        |        |        | a 1 volta    |      |        |
| 20  |    | Lico Kaesemodel      |        |        | a 2 voltas   |      |        |
| 21  |    | Thiago Marques       |        |        | a 3 voltas   |      |        |
| 22  |    | Betinho Gresse       |        |        | a 4 voltas   |      |        |
| 23  |    | Diego Nunes          |        |        | a 8 voltas   |      |        |
| 24  |    | Antonio Jorge Neto   |        |        | a 9 voltas   |      |        |
| 25  |    | Max Wilson           |        |        | a 10 voltas  |      |        |

Os pilotos Daniel Serra, Cacá Bueno, Xandinho Negrão, Thiago Camilo e Ricardo Zonta foram desclassificados.